# Neurotropis platycarpa
Neurotropis platycarpa là một loài thực vật có hoa trong họ Cải. Loài này được (Fisch. & C.A.Mey.) F.K.Mey. mô tả khoa học đầu tiên năm 1973.